# Ankylopteryx magnimaculata
Ankylopteryx magnimaculata är en insektsart som beskrevs av C.-k. Yang 1987. Ankylopteryx magnimaculata ingår i släktet Ankylopteryx och familjen guldögonsländor. Inga underarter finns listade i Catalogue of Life.